# Rouez
Rouez – miejscowość i gmina we Francji, w regionie Kraj Loary, w departamencie Sarthe.
Według danych na rok 1990 gminę zamieszkiwało 689 osób, a gęstość zaludnienia wynosiła 20 osób/km² (wśród 1504 gmin Kraju Loary Rouez plasuje się na 732. miejscu pod względem liczby ludności, natomiast pod względem powierzchni na miejscu 210.).